# Woodstock (New Hampshire)
Woodstock ist der Name einer Town im Grafton County von New Hampshire, einem der Neuenglandstaaten der USA. Der Name bezieht sich auf Woodstock in England, Standort des Blenheim Palace. Das U.S. Census Bureau hat bei der Volkszählung 2020 eine Einwohnerzahl von 1.434 ermittelt.

## Geographie

### Lage
Woodstock liegt im Südwesten der White Mountains am Zusammenfluss von Pemigewasset River und East Branch Pemigewasset River. Im Norden von Woodstock liegen Lincoln und Easton, im Osten Thornton, im Süden neben diesem Ellsworth und im Westen Warren sowie Benton.

### Berge
Den höchsten Punkt erreicht Woodstock am Mount Jim, einem Nebengipfel des Mount Moosilauke, mit 1271 Metern.

### Gewässer
In Woodstock vereinigen sich die Arme des Pemigewasset River. Es entspringen Quellarme des Baker und des Wild Ammonoosuc River. Der Moosilauke Brook entsteht unterhalb der Einmündung des Lost River in den Walker Brook aus diesem und dem Jackman Brook und mündet wie der Eastman Brook in Woodstock in den Pemigewasset. Andere Gewässer sind Ellbow, Gordon, Russell und Hubbard Pond.

### Gemeindegliederung
Im Gebiet der Town liegen neben dem Kernort Woodstock die Siedlungen Fairview, Lost River und North Woodstock.

## Geschichte
Die erste Siedlungskonzession für Woodstock, unter dem Namen Peeling, stammt aus dem Jahre 1763, doch die Bedingungen der Konzession wurden nicht erfüllt und das Gebiet 1771 erneut vergeben, diesmal unter dem Namen Fairfield. Die Besiedlung begann 1773. Zwischendurch wurde wieder der Name Peeling benutzt, seit 1804 Woodstock.
Das Land wurde als uneben und vielfältig beschrieben, mit Tälern, Hügeln und Bergen sowie entlang der Flüsse gutem Boden, der entsprechende Ernten an Mais, Getreide und Heu hervorbrachte. Holzernte in großem Umfang begann ab 1840, nachdem ein Holzunternehmer aus Maine 100.000 acres im Gebiet von Woodstock und Lincoln erworben hatte. 1859 hatte Woodstock drei Kirchen, zwei der Baptisten und eine der Adventisten des Siebten Tages, drei Schulbezirke mit insgesamt sechs Schulen, und ein Postamt. Die Merrimac River Lumbering Company beschäftigte etwa 150 Mann, die winters Holz schlugen, das mit den Frühjahrshochwässern nach Lowell geflößt wurde. In Woodstock selbst gab es sechs Sägemühlen, die auch Schindeln und Fassadenbretter produzierten, zwei Kornmühlen, eine Gerberei und ein Postamt.
Bis etwa 1860 lag der Kernort von Peeling, später Woodstock, westlich des Pemigewassettales am Mount Cilley. Dort war von 1819 bis 1840 das Postamt. Die Schule hatte im Jahr 1840 ungefähr 40 Schüler. Eine Sägemühle wurde von Royal Jackman betrieben, dessen Söhne 1852 den Lost River entdeckten, eine weitere Mühle diente der Erzeugung von Fichtennadelöl. Einer der ersten Siedler war ein Arzt, der Patienten im ganzen Pemigewassettal behandelte. Um 1875 war Woodstock dennoch zum größten Teil noch von Urwald bedeckt. Die Gerberei produzierte Leder im Wert von etwa 75.000 Dollar im Jahr (nach damaligem Wert; zum Vergleich: der Bau der zweiten Kirche im Jahre 1836 soll 1000 Dollar gekostet haben). Die Einwohner betrieben Landwirtschaft im Sommer und waren im Winter in der Holzernte tätig. 1885 hatte Woodstock fünf Schulbezirke mit insgesamt 114 Schülern und sieben Lehrern und Lehrerinnen. North Woodstock war 1883 kurzzeitig der Terminus der Pemigewasset Valley Railroad, die im gleichen Jahr bis nach Lincoln verlängert wurde, und hatte neben dem Bahnhof Postamt, Laden, Kirche und etwa ein halbes Dutzend Haushalte vorzuweisen. Woodstock unterschied sich davon durch etwa doppelt so viele Haushalte, Postamt, Bahnhof, Laden und Kirche waren ebenfalls vorhanden. Die Gemeinde der Bapstisten wurde 1812 formiert, baute die erste Kirche im Jahre 1834 und die zweite nach einem Feuer 1836. Es gab in Woodstock insgesamt drei Sägemühlen, die unverändert auch Schindeln erzeugten. Der Ausstoß der Gerberei, bestehend seit 1852, wurde mit 10.000 Häuten fertigen Leders angegeben.
Neben der Holzernte war der zweite wichtige Erwerbszweig der Tourismus. 1905, mitten im goldenen Zeitalter des Grandhoteltourismus New Hampshires, kamen 2500 Touristen nach Woodstock. 1907 wurde eine große Sägemühle durch die Publisher’s Paper Company gebaut und an die Woodstock Lumber Company verleast. Diese Säge wurde zunächst mit Ochsengespannen und Flößerei mit Stammholz versorgt, ehe 1909 die Woodstock and Thornton Gore Railroad gebaut wurde, die in Woodstock an die Pemigewasset Valley Railroad anschloss und nach Osten durch Thornton bis ins Gebiet von Livermore führte. Die Säge brannte 1913 ab und wurde durch eine mobile Säge ersetzt, bis 1914 der Sägebetrieb eingestellt, die Eisenbahn aufgelassen und in der Folge abgebaut wurde. Auf Teilen der Bahntrasse verläuft die Tripoli Road nach Waterville Valley.
1955 wurde im Süden von Woodstock mit der Unterschutzstellung des ersten Waldstückes der Grundstock für den Hubbard Brook Experimental Forest gelegt.

### Bevölkerungsentwicklung
| Volkszählungsergebnisse – Woodstock, New Hampshire | Volkszählungsergebnisse – Woodstock, New Hampshire | Volkszählungsergebnisse – Woodstock, New Hampshire | Volkszählungsergebnisse – Woodstock, New Hampshire | Volkszählungsergebnisse – Woodstock, New Hampshire | Volkszählungsergebnisse – Woodstock, New Hampshire | Volkszählungsergebnisse – Woodstock, New Hampshire | Volkszählungsergebnisse – Woodstock, New Hampshire | Volkszählungsergebnisse – Woodstock, New Hampshire | Volkszählungsergebnisse – Woodstock, New Hampshire | Volkszählungsergebnisse – Woodstock, New Hampshire |
| Jahr                                               | 1800                                               | 1810                                               | 1820                                               | 292                                                | 472                                                | 418                                                | 476                                                | 405                                                | 367                                                | 341                                                |
| -------------------------------------------------- | -------------------------------------------------- | -------------------------------------------------- | -------------------------------------------------- | -------------------------------------------------- | -------------------------------------------------- | -------------------------------------------------- | -------------------------------------------------- | -------------------------------------------------- | -------------------------------------------------- | -------------------------------------------------- |
| Einwohner                                          | 83                                                 | 203                                                | 224                                                | 122                                                | 224                                                | 296                                                | 276                                                | 378                                                | 781                                                | 841                                                |
| Jahr                                               | 1900                                               | 1910                                               | 1920                                               | 1930                                               | 1940                                               | 1950                                               | 1960                                               | 1970                                               | 1980                                               | 1990                                               |
| Einwohner                                          | 628                                                | 1083                                               | 684                                                | 756                                                | 981                                                | 894                                                | 827                                                | 891                                                | 1008                                               | 1168                                               |
| Jahr                                               | 2000                                               | 2010                                               | 2020                                               | 2030                                               | 2040                                               | 2050                                               | 2060                                               | 2070                                               | 2080                                               | 2090                                               |
| Einwohner                                          | 1140                                               | 1374                                               | 1434                                               |                                                    |                                                    |                                                    |                                                    |                                                    |                                                    |                                                    |

Das Durchschnittseinkommen in Woodstock beträgt für Männer 49.167 Dollar, für Frauen  36.000 $, wobei 5,7 Prozent der Ortsansässigen von einem Einkommen unterhalb der Armutsgrenze leben (Stand 2020).

## Infrastruktur und Gemeindeeinrichtungen
Die gemeindeeigenen Polizei von Woodstock arbeitet mit Vollzeitkräften, die Feuerwehr mit Freiwilligen. Der medizinische Notdienst wird teils privat, teils durch Freiwillige besorgt. Das nächstgelegene Krankenhaus ist das Speare Memorial Hospital in Plymouth. In Woodstock liegt die Moosilauke Public Library, die Schulen der Lincoln-Woodstock-Kooperative in Lincoln. Die Gemeinde betreibt ein Wasserwerk und teilweise Wasserver- und Abwasserentsorgung, die ansonsten durch private Brunnen und Abwassertanks besorgt wird.

### Verkehr
Durch Woodstock verlaufen die Interstate 93 und die US 3 sowie die Staatsstraßen New Hampshire State Routes NH–112, NH–118 und NH–175. Die Tripoli Road nach Waterville Valley ist nur teilweise asphaltiert und im Winter gesperrt. In Franconia gibt es ein Flugfeld mit Grasbahn. Der nächstgelegene Flugplatz mit Asphaltpiste ist in Wentworth, der nächstgelegene Flughafen mit Linienverkehr der Lebanon Municipal Airport in Lebanon.

## Sehenswürdigkeiten
- Hubbard Brook Experimental Forest
- Lost River Gorge